# Liste der Flughäfen in Rumänien

Flughäfen in Rumänien (2022)

Dies ist eine Liste der Flughäfen in Rumänien.
| Stadt                        | ICAO-Code | IATA-Code | Name des Flughafens             | Passagiere (2023) |
| ---------------------------- | --------- | --------- | ------------------------------- | ----------------- |
| Arad                         | LRAR      | ARW       | Flughafen Arad                  | 14.365            |
| Bacău                        | LRBC      | BCM       | Flughafen Bacău                 | 249.802           |
| Baia Mare / Tăuții-Măgherăuș | LRBM      | BAY       | Flughafen Baia Mare             | 89.940            |
| Brașov                       | LRBG      | GHV       | Flughafen Brașov-Ghimbav        | 79.011            |
| Bukarest                     | LRBS      | BBU       | Flughafen Bukarest-Băneasa      | 68.130            |
| Bukarest                     | LROP      | OTP       | Flughafen Bukarest Henri Coandă | 14.630.715        |
| Caransebeș / Reșița          | LRCS      | CSB       | Flughafen Caransebeș            |                   |
| Cluj-Napoca                  | LRCL      | CLJ       | Flughafen Cluj                  | 3.240.750         |
| Constanța                    | LRCK      | CND       | Flughafen Constanța             | 113.544           |
| Craiova                      | LRCV      | CRA       | Flughafen Craiova               | 597.990           |
| Iași                         | LRIA      | IAS       | Flughafen Iași                  | 2.338.377         |
| Oradea                       | LROD      | OMR       | Flughafen Oradea                | 152.543           |
| Satu Mare                    | LRSM      | SUJ       | Flughafen Satu Mare             | 56.396            |
| Sibiu                        | LRSB      | SBZ       | Flughafen Sibiu                 | 550.397           |
| Suceava                      | LRSV      | SCV       | Flughafen Suceava               | 802.167           |
| Târgu Mureș                  | LRTM      | TGM       | Flughafen Târgu Mureș           | 262.997           |
| Timișoara                    | LRTR      | TSR       | Flughafen Timișoara             | 1.354.859         |
| Tulcea                       | LRTC      | TCE       | Flughafen Tulcea                | 300               |